# おいでませり
『おいでませり』は、大石まさるによる日本のSF漫画作品。『ヤングキングアワーズ』（少年画報社）にて、2009年2月号から2010年8月号まで連載された。単行本は全3巻。

## 概要
漫画雑誌『ヤングキングアワーズ』に連載されていたSF漫画作品。舞台は遠い未来の地球。地上と宇宙をつなぐ巨大な樹木「世界樹」の枝の上にあり、地球人と異星の住人が自然に共生している街「だいだい町」にやってきた「頑張らない」女性・セリさん。彼女と、彼女をとりまく人々との交流を描く。

## 登場人物
セリさん
主人公。「頑張らない」ことをモットーに日々を楽しもうとする女性。伯父のハコベラをたよって、だいだい町に引っ越してきた。定職には就いていないようで、生活費に困ってやむなくバイトをするとき以外は働かない主義。ネコのツナカンとブラウニー族のウニとともに、キノコハウス（後述）で暮らしている。
ツナカン
セリさんの黒猫。知能は相当に高い様子。釣りの才能がある。
ウニ
だいだい町で人間と共生している異星人「ブラウニー族」の子ども。ツナカンに惹かれてセリさんの家にやってきた。本名不詳だが、セリさんによって「ウニ」と命名された。カエルのケロツグを飼っている。
アマショク
セリさんのお隣に住んでいる女子中学生。セリさんにまっとうな人間らしく働いてほしいと願っているがなかなか思うようにいかない。
両親はごはん屋さん「☆見亭(ほしみてい)」を経営しており、よく、困窮したセリさんに食糧を提供している。
ハンペン
アマショクの同級生。中学生ながら「キノコハウス」の設計・栽培や「カメ」釣りなど様々な技能を身につけている。
「ハンペン設計育成事務所」の社長である。
ジャジャムさま
反四乗界を治める女王であり、調停者。本名、「ジャジャム・ストロベリー」。
種族は不明だが少なくとも人間ではない。軽く数千年は生きているらしい。
セリさんの潜在的な才能に目をつけて、ある事件を引き起こす。

## 用語
世界樹
東日ノ本の国の大穀倉地帯に佇む巨大な樹木で、多くの人々がこの樹に寄りそって生活している。
樹は水を吸い上げて雲をつくり、葉は土になり、人々に活動の場を提供している。
地上と宇宙のほぼ中間地点にあるため、人間のみならず異星の住人もまた暮らしている。
天麒麟（てんきりん）
世界樹をとりかこむ円環状の建造物。確率を片寄らせることで、すこしだけ天候を操作することができるらしい。
だいだい町
世界樹の枝の上にある町のひとつ。すぐ「上」にお茶の産地があるので、住人たちはお茶にはうるさい。
町のあちこちに「茶場（さーばー）」が設置されており、誰でも自分の好きなブレンドでお茶を飲むことができる。
だいだい町の家のほとんどにはブラウニーが憑いており、人間たちには縁起ものとして大切にされている。
ブラウニー族
迷い惑星に母星を破壊されて地球に逃れてきた異星の住人たち。猫と同じくらいの大きさしかない。
シャイな性格をしており、人間の行動を予知して死角に入りこむ習性があるため、意識しないとその姿はみえない。そのうえ、じっとみつめると逃げる。
ざしきわらしのようなもので、だいだい町の人間の家にはほとんど例外なくブラウニーが住みつくという。クッキーとミルクが大好物。
かわいらしい外見とはうらはらに、意外と大人な種族である。悲しいときこそ笑い、故郷を失っても前向きに生きることのできる強さがある。
キノコハウス
ハンペンの父親が考案したという、わずか30万円の家。その正体は巨大キノコである。
地面に植えることで、世界樹から栄養を得て急速に成長して人が住める大きさになる。
セリさんはこのタイプの家を購入したが、30万という安さの理由は「数ヶ月で風化してしまう」ためであり、セリさんは職なしな上に宿無しに転落してしまう。
反四乗界
世界樹がつくりだした、通常世界とは「風と波」が違う異世界である。
二次元人や四次元人など通常空間では支障のある異星人たちの港として使用されているが、文化や習慣の違いからイザコザが絶えない。
調停者「ジャジャムさま」が治めることでバランスを保っている。

## 単行本
- 大石まさる『おいでませり』 少年画報社〈ヤングキングコミックス〉、全3巻
  1. 第1巻 ISBN 978-4-7859-3187-2 2009年6月29日発売
  2. 第2巻 ISBN 978-4-7859-3314-2 2010年2月8日発売
  3. 第3巻 ISBN 978-4-7859-3456-9 2010年8月30日発売